# 挪威廣播公司第三台
挪威廣播公司第三台（挪威語：NRK3）是挪威廣播公司一條於2007開播的電視頻道，主要播放適合青少年觀看的戲劇和綜藝節目，並在2011年開播高清電視訊號。這條頻道與挪威廣播公司超級台（NRK Super）共用一條頻道，並曾經擁有一個名為「Svisj」的簡訊聊天交流節目板塊。